# Mario Schierano
Mario Schierano (Sanremo, 26 ottobre 1915 – Roma, 28 ottobre 1990) è stato un arcivescovo cattolico italiano.

## Biografia
Nato a Sanremo, ma ancora bambino tornò a Torino città di origine della famiglia dove conobbe il cardinale Agostino Richelmy, parente della mamma, che lo aiuterà nella scoperta della sua vocazione sacerdotale. Sempre a Torino, per la cui arcidiocesi, venne ordinato presbitero il 29 giugno 1938 dal cardinale Maurilio Fossati.
In seguito si iscrisse all'Università Gregoriana di Roma, per conseguire la laurea in diritto canonico.

### Seconda guerra mondiale
Nel 1940 fu richiamato alle armi ed assegnato, come cappellano militare, ai Cacciatori delle Alpi sul fronte occidentale. In seguito venne assegnato al reggimento di artiglieria Siena, schierato prima sul fronte greco e poi a Creta.
Dopo l'armistizio venne catturato dai tedeschi, ma riuscì a fuggire durante il bombardamento e l'affondamento della nave SINFRA colpita dalle bombe alleate, rimanendo in acqua con altri naufraghi superstiti più 14 ore, che lo avrebbe dovuto condurre, con altre migliaia di soldati nei campi di concentramento. Ricaduto nelle mani dell'esercito tedesco convinse i suoi carcerieri a farlo rimanere assieme ai soldati italiani internati a Creta, per il coraggio dimostrato nei mesi di prigionia, il comandante del campo tedesco lo propose per la croce di guerra al merito tedesca che non fu mai consegnata. Re Umberto II gli conferì la gran croce dei Santi Maurizio e Lazzaro per la fedeltà dimostrata alla patria e per la rettitudine e coerenza al suo ministero di ordinario militare, nonché per la grande amicizia che lo legava al Sovrano ed alla famiglia reale da molti anni. Inoltre fu anche insignito della gran croce conventuale ad honorem del Sovrano militare ordine di Malta.

### Dopoguerra
Alla fine della guerra venne quindi rimpatriato e riprese a studiare, laureandosi e specializzandosi presso la Pontificia Accademia Ecclesiastica in scienze diplomatiche. Fra il 1950 ed il 1960, girò il mondo con importanti incarichi per conto della Segreteria di Stato, su tutti, quello avuto quale incaricato d'affari ad interim della nunziatura in Egitto e successivamente alla nunziatura in Francia.
Tornato dall'estero ricoprì numerosi incarichi in Curia, prima presso la Penitenzieria Apostolica e poi alla Signatura Apostolica e, dal 1969, presso la Prefettura degli Affari Economici sotto la presidenza del cardinale Egidio Vagnozzi.

### Episcopato
Eletto il 28 agosto 1971 arcivescovo dell'Ordinariato militare in Italia con il titolo di Acrida, venne ordinato il 9 ottobre dello stesso anno, nella chiesa parrocchiale di San Roberto Bellarmino ai Parioli, per l'imposizione delle mani del cardinale Carlo Confalonieri, co-consacranti gli arcivescovi Giovanni Benelli ed Antonio Maria Travia. Nello stesso tempo ricevette l'automatica promozione al grado di generale di corpo d'armata.
È, con mons. Arrigo Pintonello, l'altro ordinario militare ad essere stato cappellano militare durante il Secondo conflitto mondiale. Il 7 maggio 1975 accompagnò un folto gruppo all'udienza di papa Paolo VI per il pellegrinaggio dei militari italiani in occasione dell'Anno Santo del 1975 e successivamente lo incontrò nel cortile di San Damaso.
Fu l'unico ordinario militare d'Italia a scrivere una preghiera per appartenenti di una specialità militare: la "preghiera dell'artigliere da montagna", recitata per la prima volta durante la l'adunata nazionale degli alpini tenutasi a Torino il 14 e 15 maggio 1977.

#### Preghiera dell'Alpino
Su le nude rocce, sui perenni ghiacciai,
su ogni balza delle Alpi ove la provvidenza
ci ha posto a baluardo fedele delle nostre
contrade, noi, purificati dal dovere
pericolosamente compiuto,
eleviamo l'animo a Te, o Signore, che proteggi
le nostre mamme, le nostre spose,
i nostri figli e fratelli lontani, e
ci aiuti ad essere degni delle glorie
dei nostri avi.
Dio onnipotente, che governi tutti gli elementi,
salva noi, armati come siamo di fede e di amore.
Salvaci dal gelo implacabile, dai vortici della
tormenta, dall'impeto della valanga,
fa che il nostro piede posi sicuro
sulle creste vertiginose, su le diritte pareti,
oltre i crepacci insidiosi,
rendi forti le nostre armi contro chiunque
minacci la nostra Patria, la nostra Bandiera,
la nostra millenaria civiltà cristiana.
E Tu, Madre di Dio, candida più della neve,
Tu che hai conosciuto e raccolto
ogni sofferenza e ogni sacrificio
di tutti gli Alpini caduti,
tu che conosci e raccogli ogni anelito
e ogni speranza
di tutti gli Alpini vivi ed in armi.
Tu benedici e sorridi ai nostri Battaglioni
e ai nostri Gruppi.
Così sia.

### Incarichi di Curia
Dopo aver retto per dieci anni l'ordinariato militare d'Italia, lasciò l'incarico per raggiunti limiti di età (65 anni), quale generale di corpo d'armata, il 27 ottobre 1981.
Nel 1982 Giovanni Paolo II, per le sue doti di organizzatore, lo nominò presidente della Commissione dell'Anno Santo Straordinario del 1983 e successivamente alla fine dell'Anno Santo lo nominò presidente della Pontificia Commissione di Archeologia Sacra, incarico che ricoprì fino alla sua morte, avvenuta per attacco cardiaco nella clinica romana Mater Dei, il 28 ottobre, due giorni dopo aver compiuto il 75º anno di età, termine del suo incarico in Curia per raggiunti limiti di età.

### Morte
Il suo funerale fu celebrato nella chiesa di San Roberto Bellarmino ai Parioli, dove molti anni prima fu consacrato arcivescovo, e fu presieduto dal suo caro amico il cardinale Antonio Innocenti, insieme ad un folto gruppo di arcivescovi e vescovi tra i quali Luigi Poggi e Giovanni Marra. Un drappello di Lancieri di Montebello al termine della funzione rese gli onori militari di rito. Successivamente la salma partì per Torino per essere tumulata nella tomba di famiglia nel cimitero di Piovà Massaia, ove nella parrocchia di San Giorgio, Angelo Sodano, non ancora segretario di Stato e cardinale, presiedette il rito funebre con il clero torinese guidato dall'arcivescovo di Torino cardinale Giovanni Saldarini.
Fu co-consacrante, assieme al cardinale Agostino Casaroli ed all'allora arcivescovo Luigi Poggi, del vescovo romeno Ioan Robu, in seguito arcivescovo di Bucarest.

## Genealogia episcopale
La genealogia episcopale è:
- Cardinale Scipione Rebiba
- Cardinale Giulio Antonio Santori
- Cardinale Girolamo Bernerio, O.P.
- Arcivescovo Galeazzo Sanvitale
- Cardinale Ludovico Ludovisi
- Cardinale Luigi Caetani
- Cardinale Ulderico Carpegna
- Cardinale Paluzzo Paluzzi Altieri degli Albertoni
- Papa Benedetto XIII
- Papa Benedetto XIV
- Papa Clemente XIII
- Cardinale Marcantonio Colonna
- Cardinale Giacinto Sigismondo Gerdil, B.
- Cardinale Giulio Maria della Somaglia
- Cardinale Carlo Odescalchi, S.I.
- Cardinale Costantino Patrizi Naro
- Cardinale Lucido Maria Parocchi
- Papa Pio X
- Papa Benedetto XV
- Papa Pio XII
- Cardinale Carlo Confalonieri
- Arcivescovo Mario Schierano